# Tai Wu (Shang-Dynastie)
Tai Wu († 1562 v. Chr.) oder Dà Wù (chinesisch 大戊) herrschte als siebter oder neunter König der Shang-Dynastie für 75 Jahre im 17. und 16. vorchristlichem Jahrhundert über China. Er war der jüngere Bruder des Königs Yong Ji. Der Staat soll gut verwaltet worden sein und die Lehnsfürsten ordneten sich seiner Herrschaft unter.

## Leben
In den Aufzeichnungen des Großen Historikers wurde er von Sima Qian als neunter Shang-König aufgeführt, als Nachfolger seines Bruders Yong Ji (太庚). Seine Hauptstadt war Bo (亳). Er ernannte Yishe (伊陟) und Chenhu (臣扈) als seine höheren Beamte.
Im 7. Jahr seiner Herrschaft fand man in seinem Palast einen Maulbeer- (桑) und Hirsebaum (谷), die nebeneinander wuchsen. Laut den Aufzeichnungen des großen Historikers wuchsen sie überraschenderweise innerhalb von 7 Tagen zu sehr hohen Bäumen heran. Der junge König war ziemlich erschrocken und wandte sich an Yishe, um eine Erklärung zu bekommen. Dieser erklärte, dass die Ursache in der unfähigen Regierungsführung des Königs liegt. Tai Wu hörte auf seine intelligenten Minister und arbeitete fleißig und wurde ein guter König. Somit verdorrten diese beiden ungewöhnlichen Bäume sehr bald.
Im 11. Jahr seiner Herrschaft befahl er Wu Xian (巫咸), in Shanchuan (山川) zu beten. Im 26. Jahr seiner Herrschaft schickte die Königin von Xirong (西戎) einen Gesandten nach Shang. Der König schickte später Wangmeng (王孟) zu einem Gegenbesuch. Im 31. Jahr seiner Herrschaft ernannte er den Fei-Vasallen Zhongyan (中衍) (费侯) zum Chezheng (车正). Im 35. Jahr seiner Herrschaft schrieb er ein Gedicht namens Yanche (寅车). Im 46. Jahr seiner Herrschaft gab es eine große Ernte. Im 58. Jahr seiner Herrschaft baute er die Stadt Pugu (蒲姑). Im 61. Jahr seiner Herrschaft schickten die neun östlichen Barbarenstämme Yi (东九夷) Abgesandte nach Shang.
Er regierte 75 Jahre lang, erhielt posthum den Namen Tai Wu und wurde von seinem Sohn Zhong Ding (仲丁) abgelöst.
Orakelknocheninschriften, die in Yinxu ausgegraben wurden, berichten alternativ, dass er der siebte Shang-König war, der seinem Onkel Xiao Jia nachfolgte, den posthumen Namen Da Wu (大戊) erhielt und von seinem Bruder Lü Ji abgelöst wurde.

## Kommentare zum Tempelnamen
Nicht jeder König der Shang-Dynastie hatte einen Tempelnamen, und ein gegebener Tempelname ist ein Beweis dazu, dass seine Regierung von den nachfolgenden Generationen in der Shang-Dynastie als erfolgreich betrachtet wurde.
Auf Grund von Shiji soll der König mit dem Tempelnamen Zhong Zong Tai Wu sein, aber auf Grund von Bambusannalen und Orakelknochen aus Yinxu soll der Zhong Zong König Qie Yi sein. Mancher Ansicht nach, soll das ein Fehler in Shiji sein.